# Torii Kiyomasu II
Torii Kiyomasu II (鳥居 清信?; ... – 1763) è stato un pittore e incisore giapponese, rappresentante del genere ukiyo-e.

## Biografia

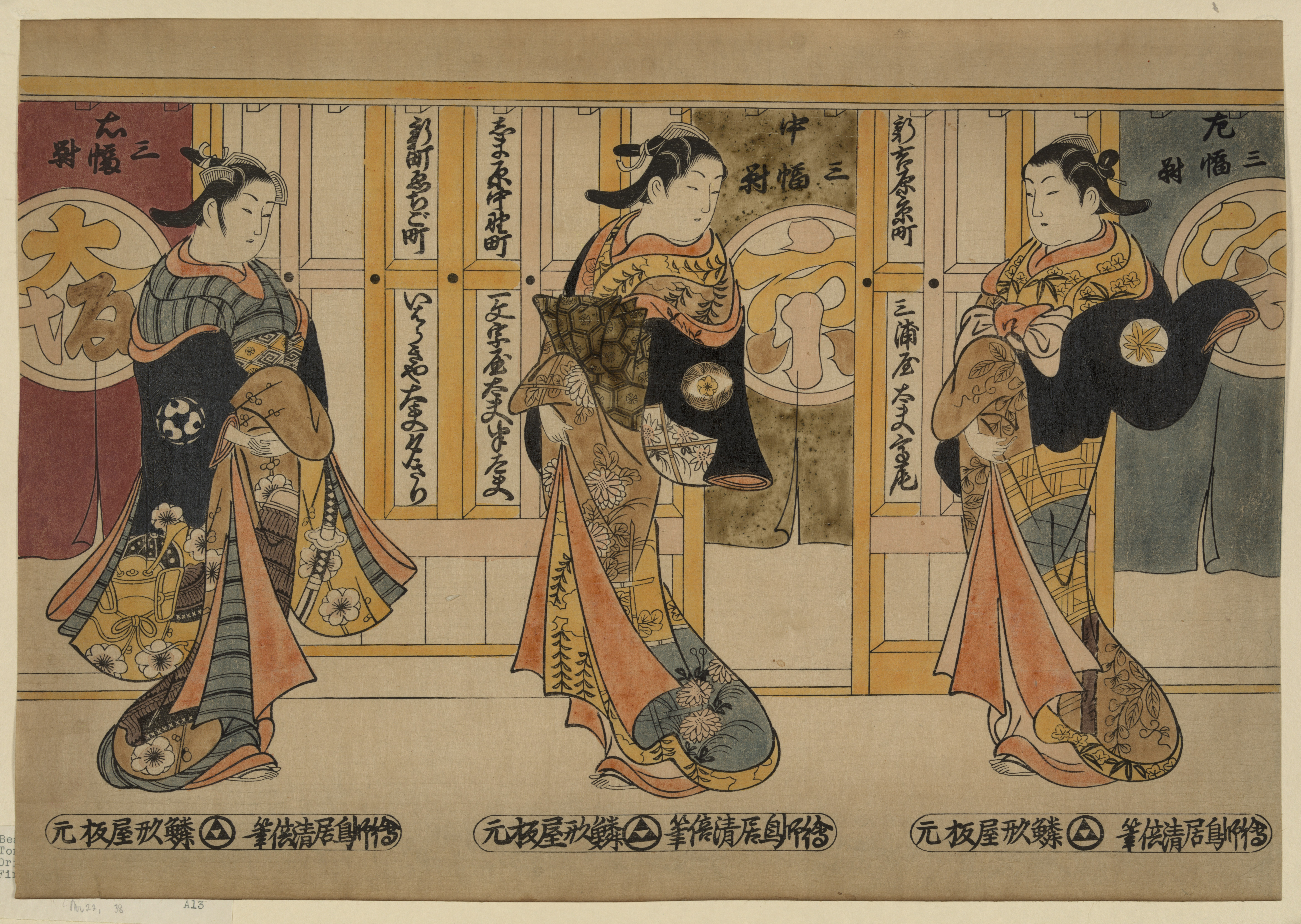
"Bellezze delle tre capitali", opera di Kiyomasu II.

La biografia di Torii Kiyomasu II, il cui nome di famiglia era Hansaburō, presenta numerose lacune, a partire dalla data di nascita. È incerta anche la parentela con Torii Kiyonobu I, mentre è probabile che fosse il figlio, oltre che allievo e successore di Torii Kiyomasu I. Proseguì la sua attività sino alla morte, avvenuta nel 1763, guidando probabilmente la famiglia artistica dei Torii. Suo figlio Torii Kiyomitsu fu suo allievo e successore alla guida della scuola Torii.

## Stile
Membro della scuola Torii, Kiyomasu II fu fortemente influenzato nella sua arte dal padre, ma più di egli venne condizionato dallo stile morbido e arrotondato di Sugimura Jihei, e giudicato meno talentuoso dello stesso perché produsse moltissime opere di bassa qualità, benché lo studioso statunitense Richard Douglas Lane abbia spinto la sua rivalutazione, dando risalto a lavori selezionati di eccellente fattura.